# Lalin (Pologne)
Pour les articles homonymes, voir Lalin (homonymie).
Lalin est une localité polonaise de la gmina et du powiat de Sanok en voïvodie des Basses-Carpates.